# Macroscepis hirsuta
Macroscepis hirsuta là một loài thực vật có hoa trong họ La bố ma. Loài này được (Vahl) Schltr. mô tả khoa học đầu tiên năm 1899.